# Fan studies
Les fan studies (études sur les fans) sont une discipline académique qui analyse les fans, les fandoms, les cultures des fans et les activités des fans, y compris leurs créations (fanfiction, fanzines, cosplay...). Un de ses pionniers est le chercheur Henry Jenkins.
C'est un champ interdisciplinaire, qui a émergé au début des années 1990 comme une discipline à part entière aux États-Unis, et s'appuie notamment sur les études culturelles. En France, ce segment de recherche est rattaché aux Sciences de l'information et de la communication.

## Définition et champ d'application
Les études de fans portent sur les fans, les fandoms, les cultures et les activités des fans, et fournissent un cadre théorique pour enquêter sur les réceptions des publics et les œuvres créées par les fans. Il s'agit d'un domaine interdisciplinaire situé à l'intersection des sciences humaines et sociales, qui s'appuie notamment sur les études de la réception et les études culturelles, mais qui est également éclairé par divers domaines, dont la théorie littéraire, les études de communication, l'anthropologie, l'ethnographie, la psychologie, la sociologie des médias, les études féministes, les études cinématographiques, les études sur la télévision, des études sur Internet ou la théorie queer. Dans l'étude de la production des fans, une approche juridique existe aussi, et porte sur le droit d'auteur et le Fair use. Face à cette diversité, elles se retrouvent en France au sein des Sciences de l'information et de la communication.

## Réseaux de recherche
Le Fan Studies Network a été fondé en 2012 pour faciliter un échange global sur le sujet.
En France, un premier « Groupe de recherches et d'études sur les fans » transdisciplinaire est lancé en 2014 par la chercheuse Mélanie Bourdaa. Selon son site web, il semble avoir cessé son activité en 2017. En octobre 2022, la Société française des sciences de l’information et de la communication labellise un « Groupe de Recherche sur les Fans » coordonné par la même chercheuse.

## Revues spécialisées
Quatre numéros d'Intensities: The Journal of Cult Media sont parus entre 2001 et 2007. 
En 2008, l'Organisation pour les Œuvres Transformatives lance le Transformative Works and Cultures, une publication en libre accès répondant aux critères de relecture universitaires.
En 2012, les éditions Intellect lancent de leur côté le Journal of Fandom Studies, fonctionnant lui aussi avec une évaluation par les pairs.
En langue française, il n'existe pas encore de revue spécialisée sur ce sujet, mais la Revue françaises des sciences de l'information et de la communication y a consacré un dossier en 2015 (voir bibliographie).
Sur un objet plus spécifique, les éditions Strandflat lancent la revue universitaire internationale (anglais, français et espagnol) ZINES, dédiée aux fanzines et aux médias DIY, en 2020. Elle est distribuée par Les presses du réel.